# Prusy (województwo dolnośląskie)
Prusy (niem. Prauß) – wieś w Polsce, położona w województwie dolnośląskim, w powiecie strzelińskim, w gminie Kondratowice.

## Podział administracyjny
W latach 1945–1954 miejscowość była siedzibą gminy Prusy. W latach 1975–1998 miejscowość należała administracyjnie do województwa wrocławskiego.

## Zabytki
Do wojewódzkiego rejestru zabytków wpisane są:
- Kościół parafialny św. Wawrzyńca, późnogotycki z około 1300 r., 1497 r., 1612 r. Zawiera liczne elementy renesansowe, w tym sgraffito na elewacji. Wystrój wnętrza częściowo renesansowy, częściowo zaś pochodzi z XVIII w. i jest barokowy. Zachowały się także gotyckie portal i sklepienia.
- Zespół dworski, z 1608 r. do XVIII w.:
  - ruina dworu,
  - park,
  - brama.
- Spichrz, z 2. połowy XVIII w.
- Kuźnia, nr 88, z 1827 r.

Inne zabytki:
- Kościół św. Katarzyny, zbudowany na sztucznej wyspie w pierwszych dekadach XVII wieku, przebudowany w XVIII w. i zrujnowany w 1945 roku.